# یواس‌اس مامسن (دی‌دی‌جی-۹۲)
یواس‌اس مامسن (دی‌دی‌جی-۹۲) (به انگلیسی: USS Momsen (DDG-92)) یک کشتی است که طول آن ۵۰۹ فوت ۶ اینچ (۱۵۵٫۳۰ متر) می‌باشد. این کشتی در سال ۲۰۰۳ ساخته شد.